# Stemonitis
Stemonitis is een kenmerkend geslacht van slijmzwammen uit de orde Stemonitida. Het geslacht Stemonitis omvat ongeveer 20 soorten wereldwijd. Voor Midden-Europa zijn ongeveer tien soorten gespecificeerd. De typesoort is Stemonitis fusca.

## Kenmerken
Vruchtlichamen worden gekenmerkt door de hoge bruine sporangia, ondersteund door slanke stelen, die in trossen groeien op rottend hout. Ze groeien dicht opeengepakt in groepen. De vliezige basis (hypothallus) is membraanachtig en goed ontwikkeld. De steel is bij alle soorten aanwezig en hol. In doorvallend licht lijkt het roodbruin tot zwartbruin. Het gaat altijd in de columella. Dit loopt meestal naar de punt van het vruchtlichaam, waar het zich meestal vertakt in de hoofdhuid. De columella lijkt ook roodbruin tot zwart in doorgelaten licht.
De bedekkende peridia verdwijnt bij het rijpen van de vruchtlichamen en is nauwelijks waarneembaar. Het capillitium komt voort uit de gehele lengte van de columella. Het vormt een min of meer grofmazig, driedimensionaal netwerk en lijkt donker tot lichtbruin in het doorgelaten licht. Op de vertakkingspunten lopen de vezels vaak ver in elkaar over. Aan de oppervlakte verandert de hoofdhuid in een tweedimensionaal netwerk. De sporen verschijnen in massa roestbruin of donkerbruin tot zwart, in het doorgelaten licht violetbruin, grijsbruin, bruin, roodbruin tot bijna kleurloos. Het plasmodium is wit, geel of groengeel gekleurd. De typesoort is de Stemonitis fusca.

## Geslachtsafbakening
De geslachten Stemonitopsis, Stemonaria en Comatricha zijn nauw verwant aan Stemonitis. De laatste heeft altijd typisch holle, homogene stelen en een compleet netwerk aan de oppervlakte. In Stemonaria en Comatrichia is er geen en in Stemonitopsis is er een fragmentarisch oppervlakte-netwerk. De steel is vezelig in Comatrichia en Stemonitopsis, in Stemonaria is hij meestal homogeen.

## Verspreiding
De soorten uit dit geslacht komen over de hele wereld voor, behalve op Antarctica.

## Taxonomie
Het geslacht werd voor het eerst beschreven door de Duitse botanicus Johann Gottlieb Gleditsch in 1753. Identificatie binnen het geslacht is moeilijk en kan alleen met vertrouwen worden uitgevoerd met behulp van een microscoop of door DNA-sequencing. Een fossiel exemplaar (in Birmaans barnsteen) is bekend uit het midden van het Krijt (99 miljoen jaar geleden).

## Soorten
Vogens Index Fungorum telt het geslacht 21 soorten (peildatum februari 2023):
| Soortnaam                                      | Auteur(s)                             | Publicatiejaar |
| ---------------------------------------------- | ------------------------------------- | -------------- |
| Stemonitis axifera (Roodbruin netpluimpje)     | (Bull.) T. Macbr.                     | 1889           |
| Stemonitis farrensis                           | T.N. Lakh. & Mukerji                  | 1977           |
| Stemonitis ferruginea                          | Ehrenb.                               | 1818           |
| Stemonitis flavogenita (Schijfnetpluimpje)     | E. Jahn                               | 1904           |
| Stemonitis foliicola                           | Ing                                   | 1967           |
| Stemonitis fusca (Gebundeld netpluimpje)       | Roth                                  | 1788           |
| Stemonitis graciliformis                       | Nann.-Bremek., Mukerji & Pasricha     | 1984           |
| Stemonitis herbatica (Glad netpluimpje)        | Peck                                  | 1874           |
| Stemonitis inconspicua (Klein netpluimpje)     | Nann.-Bremek.                         | 1966           |
| Stemonitis laxifila                            | Nann.-Bremek. & Y. Yamam.             | 1988           |
| Stemonitis lignicola                           | Nann.-Bremek.                         | 1973           |
| Stemonitis marjana (Clustervormig netpluimpje) | Y. Yamam.                             | 2000           |
| Stemonitis mussooriensis (Doornnetpluimpje)    | G.W. Martin, K.S. Thind & Sohi        | 1957           |
| Stemonitis nigrescens                          | Rex                                   | 1891           |
| Stemonitis pallida (Stekelig netpluimpje)      | Wingate                               | 1899           |
| Stemonitis plana                               | B. Zhang & Yu Li                      | 2017           |
| Stemonitis rhizoideipes                        | Nann.-Bremek., R. Sharma & K.S. Thind | 1984           |
| Stemonitis sichuanensis                        | B. Zhang & Yu Li                      | 2016           |
| Stemonitis smithii                             | T. Macbr.                             | 1893           |
| Stemonitis splendens (Grootmazig netpluimpje)  | Rostaf.                               | 1875           |
| Stemonitis virginiensis (Bruin netpluimpje)    | Rex                                   | 1891           |